# Lee Do-an
Lee Do-an (koreanisch 이도안; * 3. Februar 2004) ist ein südkoreanischer Fußballspieler.

## Karriere
Lee begann seine Karriere beim Tree Mers Glory FC. Zur Saison 2017 kam er in die Joongdong Middle School. Zur Saison 2020 wechselte er dann in die Boin High School. Im Januar 2023 wechselte er nach Österreich zur zweiten Mannschaft des SK Sturm Graz.
Sein Debüt in der 2. Liga gab er im Februar 2023, als er am 17. Spieltag der Saison 2022/23 gegen den SKN St. Pölten in der 85. Minute für Senad Mustafić eingewechselt wurde. Für Sturm II kam er insgesamt zu sechs Zweitligaeinsätzen. Nach der Saison 2024/25 verließ er den Verein.